# Csillagos rozsdafarkú
A csillagos rozsdafarkú (Phoenicurus schisticeps) a madarak osztályának a verébalakúak (Passeriformes) rendjéhez és a  légykapófélék (Muscicapidae) családjához tartozó faj.

## Rendszerezése
A fajt John Edward Gray és George Robert Gray írták le 1847-ben, a Ruticilla nembe Ruticilla schisticeps néven.

## Előfordulása
Ázsiában, Bhután, Kína, India és Nepál területén honos. Természetes élőhelyei a szubtrópusi és trópusi hegyi esőerdők, mérsékelt övi erdők, füves puszták és cserjések, valamint vidéki kertek. Állandó, nem vonuló faj.

## Megjelenése
Testhossza 15 centiméter, testtömege 15–17 gramm. A nemek tollazata különbözik.

## Életmódja
Rovarokkal, bogyókkal és magvakkal táplálkozik.

## Természetvédelmi helyzete
Az elterjedési területe nagyon nagy, egyedszáma pedig stabil. A Természetvédelmi Világszövetség Vörös listáján nem fenyegetett fajként szerepel.